# Bazylika św. Ulryka i św. Afry
Bazylika św. Ulryka i św. Afry (niem. Die Basilika St. Ulrich und Afra, Stadtpfarrkirche St. Urlich und Afra) – bazylika mniejsza, kościół parafialny w Augsburgu i cel pielgrzymek do grobów św. Ulryka, św. Afry i św. Simperta. Dawniej kolegiata św. Afry i siedziba klasztoru św. Ulryka i św. Afry (1012–1802), kościół garnizonowy 4 Bawarskiego Regimentu Szwoleżerów „Król” (od 1805).

## Historia
Pierwsza świątynia została wzniesiona już za czasów Merowingów i przebudowana przez Karolingów. W 1012 r. został oddany benedyktynom, którzy w latach 1064–1071 w miejscu starego postawili nowy, dwunawowy, halowy kościół romański. Był on o 1/3 krótszy od obecnego. W 1466 r. decyzją opata Melchiora von Stannheima kościół został zburzony, a w kolejnym roku rozpoczęto budowę nowego kościoła – gotyckiej bazyliki według projektu Hansa von Hildesheima. W 1474 r. budowę powierzono Burkhartowi Engelbergowi, który zakończył ją w 1500 roku. W tym samym roku król Rzymsko-niemiecki, późniejszy cesarz Maksymilian I Habsburg wkopał kamień węgielny pod budowę chóru – prezbiterium. Budowę przerwano w 1537 r., projekt zakończono w latach 1603–1604, na 1300. rocznicę śmierci św. Afry. W 1810 r. kościół stał się kościołem parafialnym.

## Opis
Kościół trójnawowy, bazylikowy, wzniesiony na planie krzyża łacińskiego. Kościół jest w stylu gotyckim, z gwiaździstym sklepieniem. Nad kościołem góruje wieża św. Afry, która pełni rolę dzwonnicy. Pod kościołem znajduje się krypta z grobami świętych patronów świątyni. Wystrój kościoła jest renesansowo – barokowy. W kościele, poza ołtarzami, jest również grupa krzyżowa Wolfganga Neidhardta stojąca między nastawą ołtarzową a ołtarzem (stołem). Stanowi ją grupa rzeźb z brązu przedstawiająca Jezusa na krzyżu, Maryję, Marię Magdalenę i Jana Ewangelistę. Razem z ołtarzami Johannes Degler stworzył dębową ambonę, stojącą na dwóch korynckich kolumnach. Nad nią znajduje się baldachim, wspierany przez rzeźby dwóch aniołów, z figurą Jezusa wśród stada owiec (dobry pasterz). Wzdłuż południowej nawy znajduje się ciąg kaplic. W bazylice znajduje się również skarbiec z relikwiami św. Ulryka: kielichem, ornatem i krzyżem, których używał podczas sprawowania Mszy Św.

### Ołtarze
Wszystkie trzy ołtarze są drewniane i zostały zrobione przez rzeźbiarza Johannesa Deglera w latach 1604 – 1607.
- Ołtarz główny jest pięciokondygnacyjny. Główna część przedstawia Narodziny Jezusa. Powyżej znajduje się przedstawienie Koronacji NMP. Po bokach ołtarza znajdują się rzeźby św. Piotra i św. Pawła.
- Północny ołtarz boczny św. Afry przedstawia Zesłanie Ducha Świętego. Poniżej znajduje się scena nakazania św. Afrze złożenia ofiary pogańskim bożkom, powyżej - scena spalenia świętej na stosie. Nad nią znajduje się Matka Boża Królowa Męczenników. Obok stoją figury św. Rocha i św. Sebastiana.
- Południowy ołtarz boczny św. Ulryka przedstawia Zmartwychwstanie Chrystusa. Poniżej znajduje się scena spotkania świętych z kanonikami i aniołami, powyżej modlący się przed krucyfiksem św. Ulryk. Nad nim znajduje się wizerunek św. Józefa. Po obu stronach sceny głównej znajdują się rzeźby św. Ambrożego i św. Augustyna.

### Kaplice
- Kaplica św. Benedykta – kaplica wzniesiona w 1590 roku przez Veit Riegera jako kaplica grobowa dla Oktavianusa Secundusa Fuggera. Najważniejszym elementem kaplicy jest ołtarz przedstawiający oddawanie czci Maryi przez śś. Benedykta i Franciszka. Pod nimi znajduje się namalowany widok Augsburga.
- Kaplica św. Simperta – gotycko-barokowa kaplica z II poł. XV wieku, w której znajduje się grób św. Simperta. Kaplica otoczona jest arkadami ozdobionymi figurami Jezusa i Apostołów. Nad kaplicą znajduje się piękny, gotycki baldachim. Wystrój kaplicy jest barokowy. Stanowi go sarkofag przedstawiający św. biskupa, który wskrzesza zmarłe dziecko. Za sarkofagiem znajduje się płaskorzeźba przedstawiająca proszących o pomoc ludzi.
- Kaplica św. Andrzeja – kaplica wybudowana w 1480 roku i przebudowywana w latach 1578-84 na kaplicę grobową dla Markusa Fuggera. Jest otoczona, wspólnie z kaplicą Simperta, arkadami. Znajduje się w niej trzykondygnacyjny ołtarz skrzydłowy wykonany z marmuru i pozłacanego drewna przedstawiający mękę i śmierć Jezusa Chrystusa.
- Kaplica św. Jerzego – kaplica wzniesiona w 1480. W 1563 stała się kaplicą grobową Georga Fuggera. Na ołtarzu znajdują się przedstawienia postaci NMP i Anioła oraz śś. Afry i Urlyka.
- Kaplica św. Bartłomieja – kaplica na północnej ścianie, zakupiona przez Antoniego Fuggera, przebudowana w latach 1596–1602 przez Philippa Eduarda Fuggera, który został w niej pochowany wraz z żoną.
- Kaplica NMP (ślimaków) – kaplica przylegająca do zakrystii z 1600 roku, w której znajduje się dawny ołtarz główny oraz organy maryjne.
- Kaplica Wszystkich Świętych – druga kaplica przylegająca do zakrystii.
- Kaplica Matki Bożej Bolesnej – kaplica po drugiej stronie jak wieża. Najważniejszym elementem jest Pietà w złotej ramie.
- Ołtarz św. Michała Archanioła – kaplica wydzielona ze świątyni kutą kratą. Znajduje się między dwoma kolumnami oddzielającymi nawę główną od północnej nawy bocznej. Znajduje się w niej ołtarz z wizerunkiem św. Michała Archanioła.

## Galeria

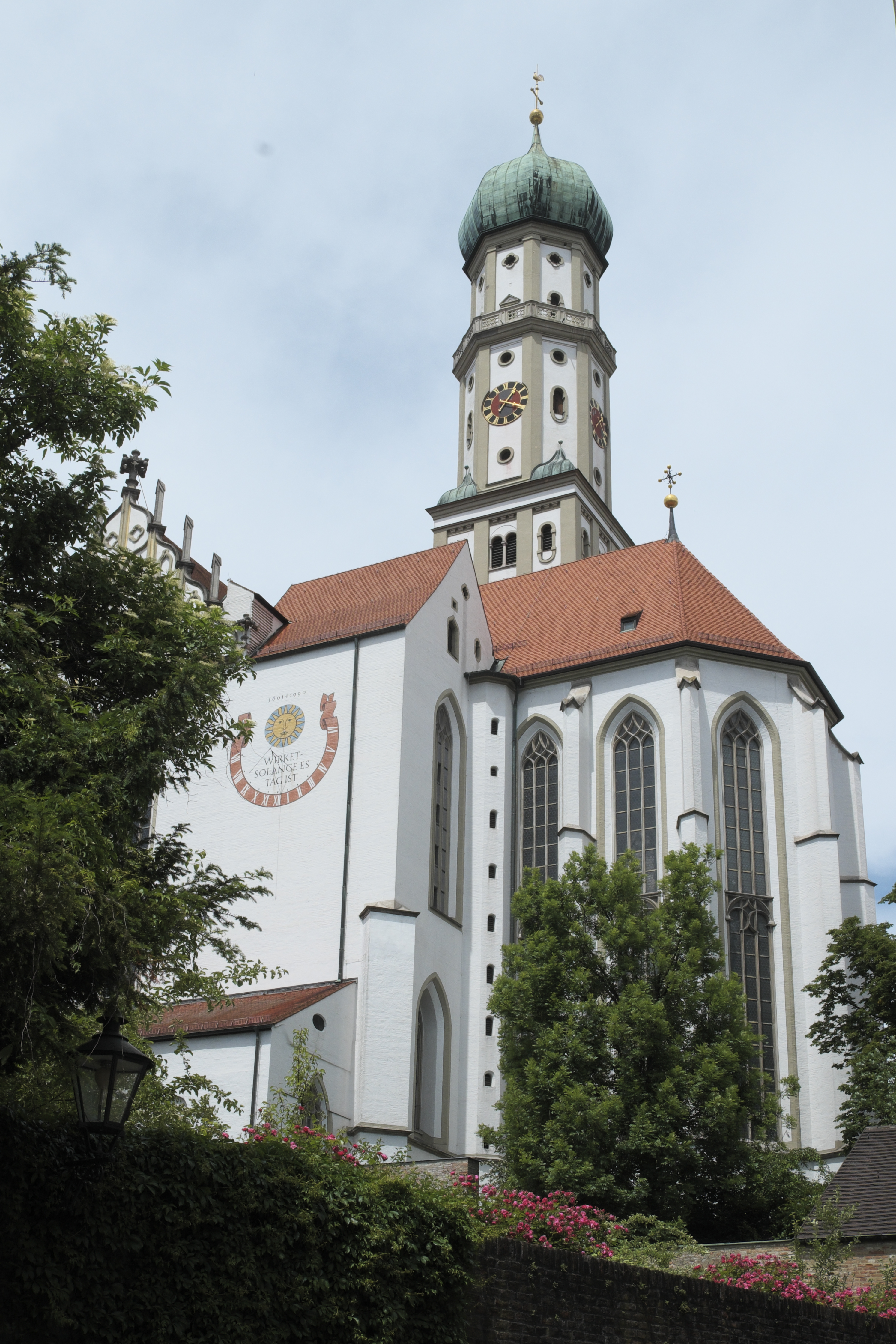
Prezbiterium i wieża
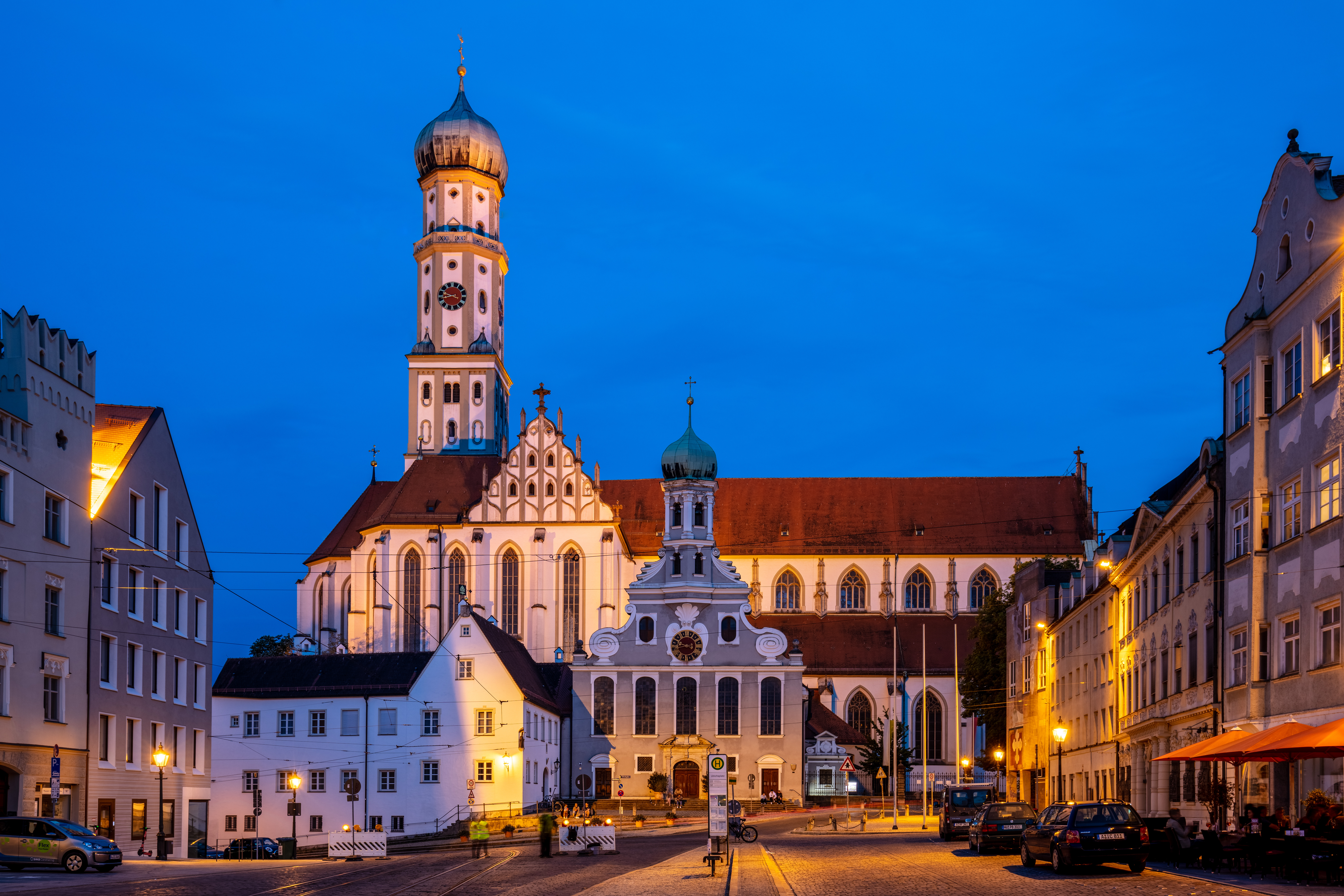
Widok z Ulrichsplatzu
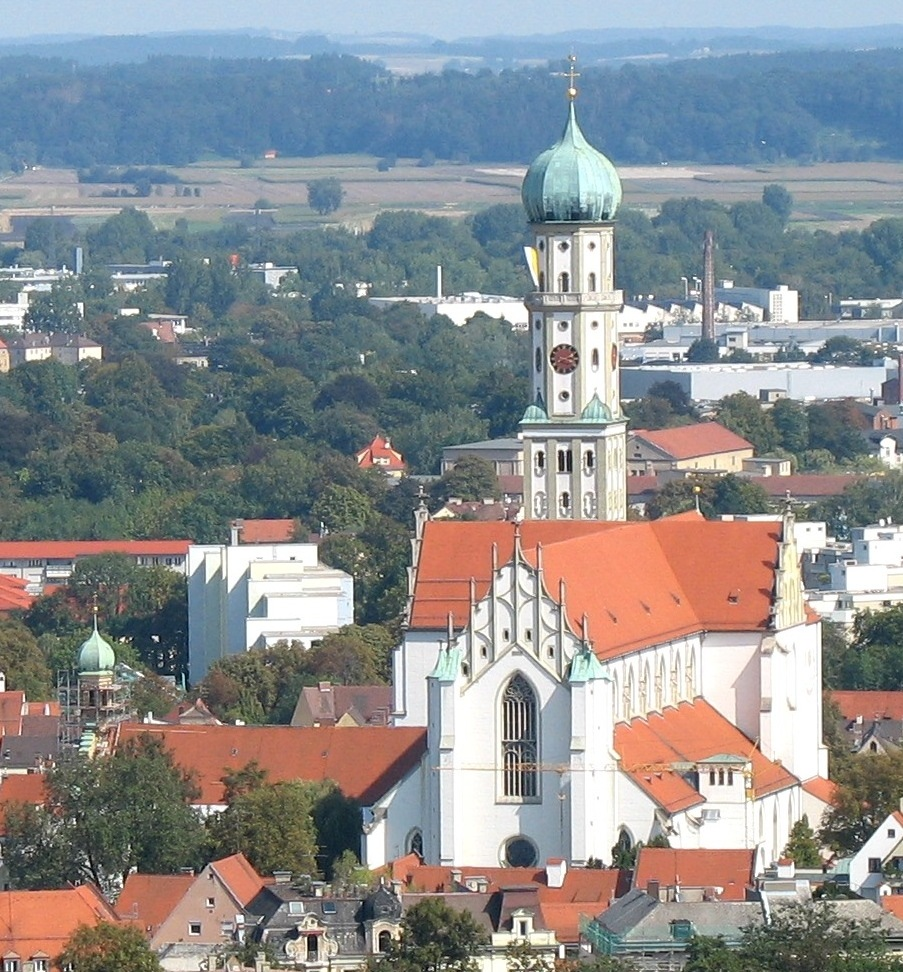
Widok z zachodu
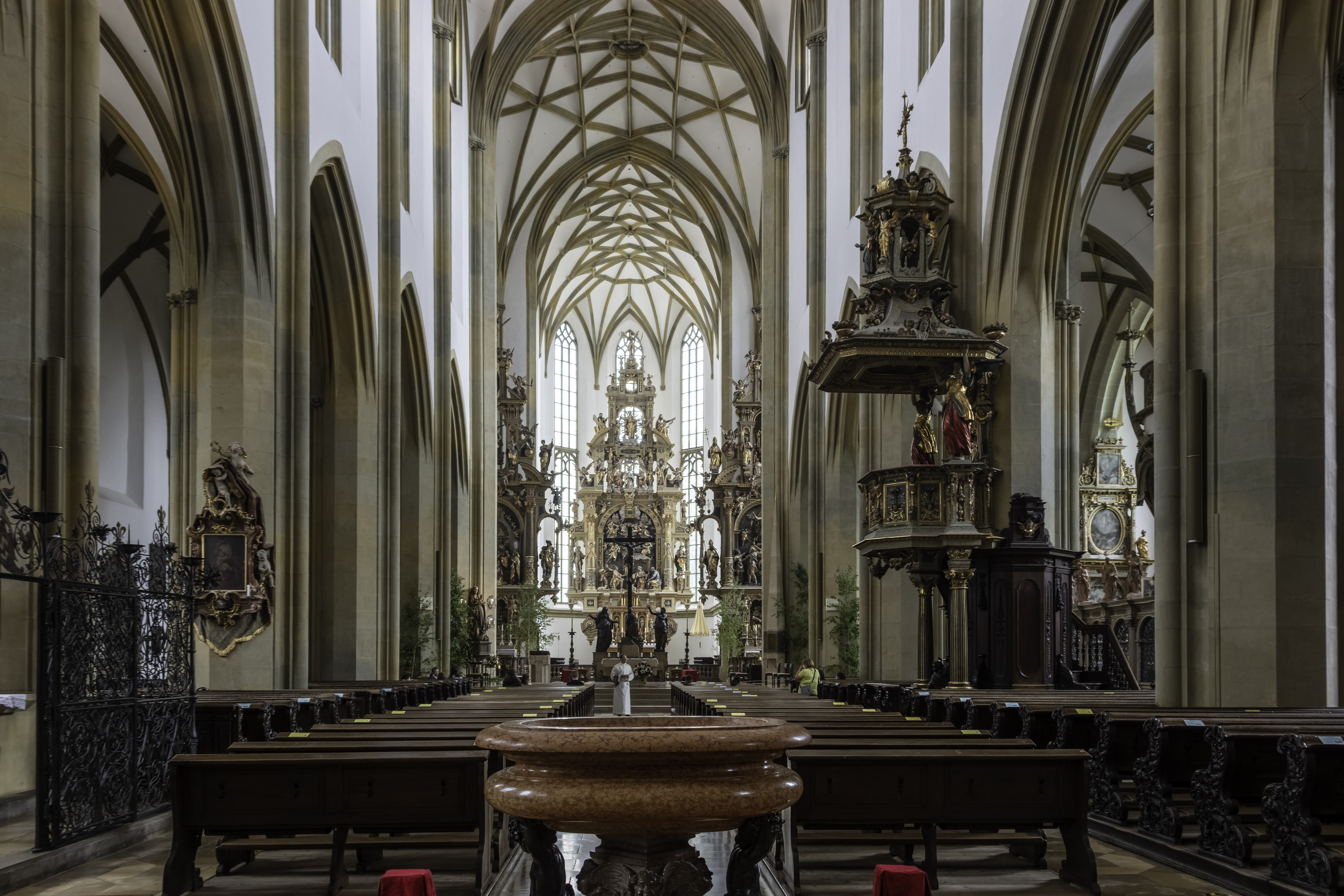
Wnętrze
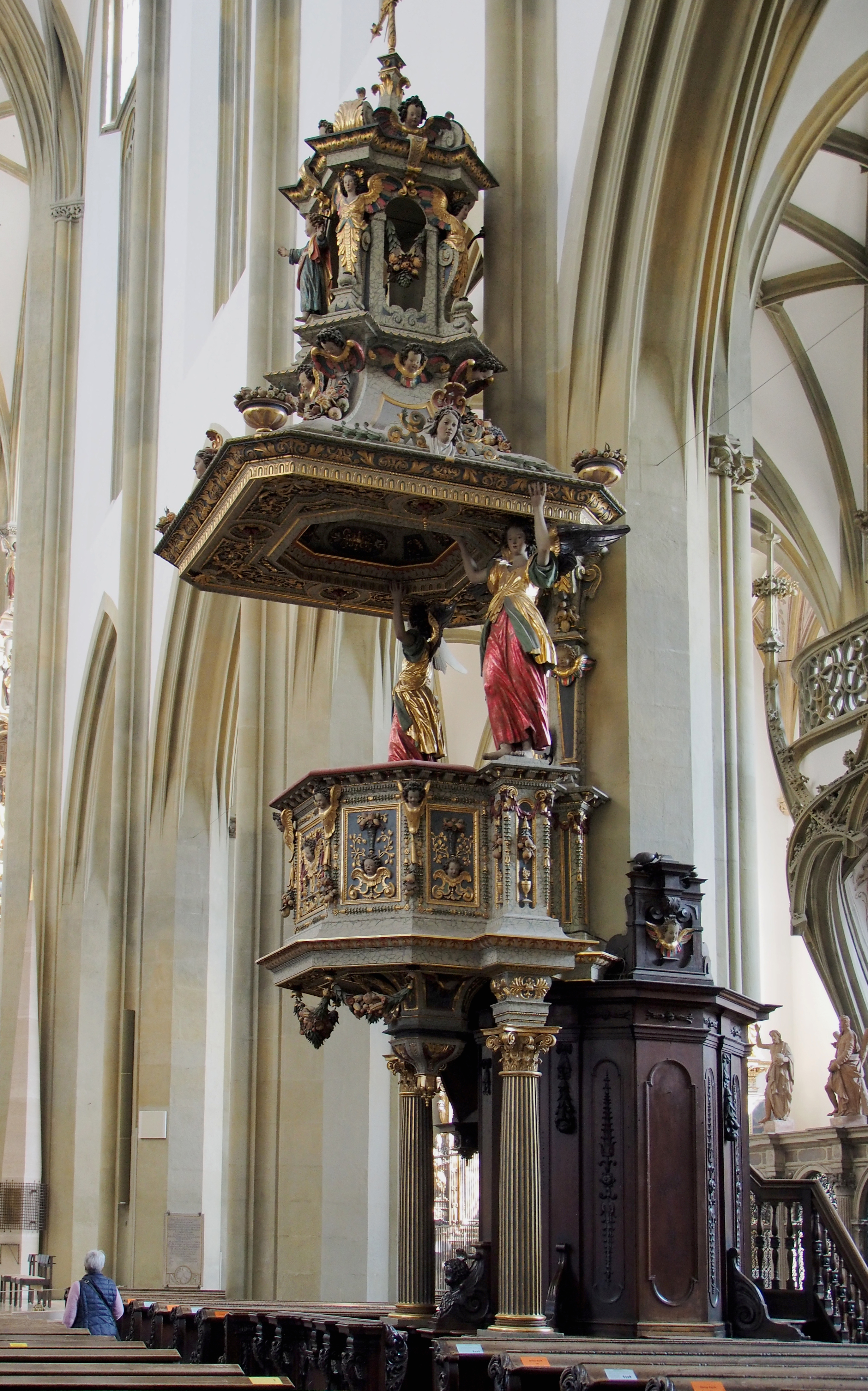
Ambona
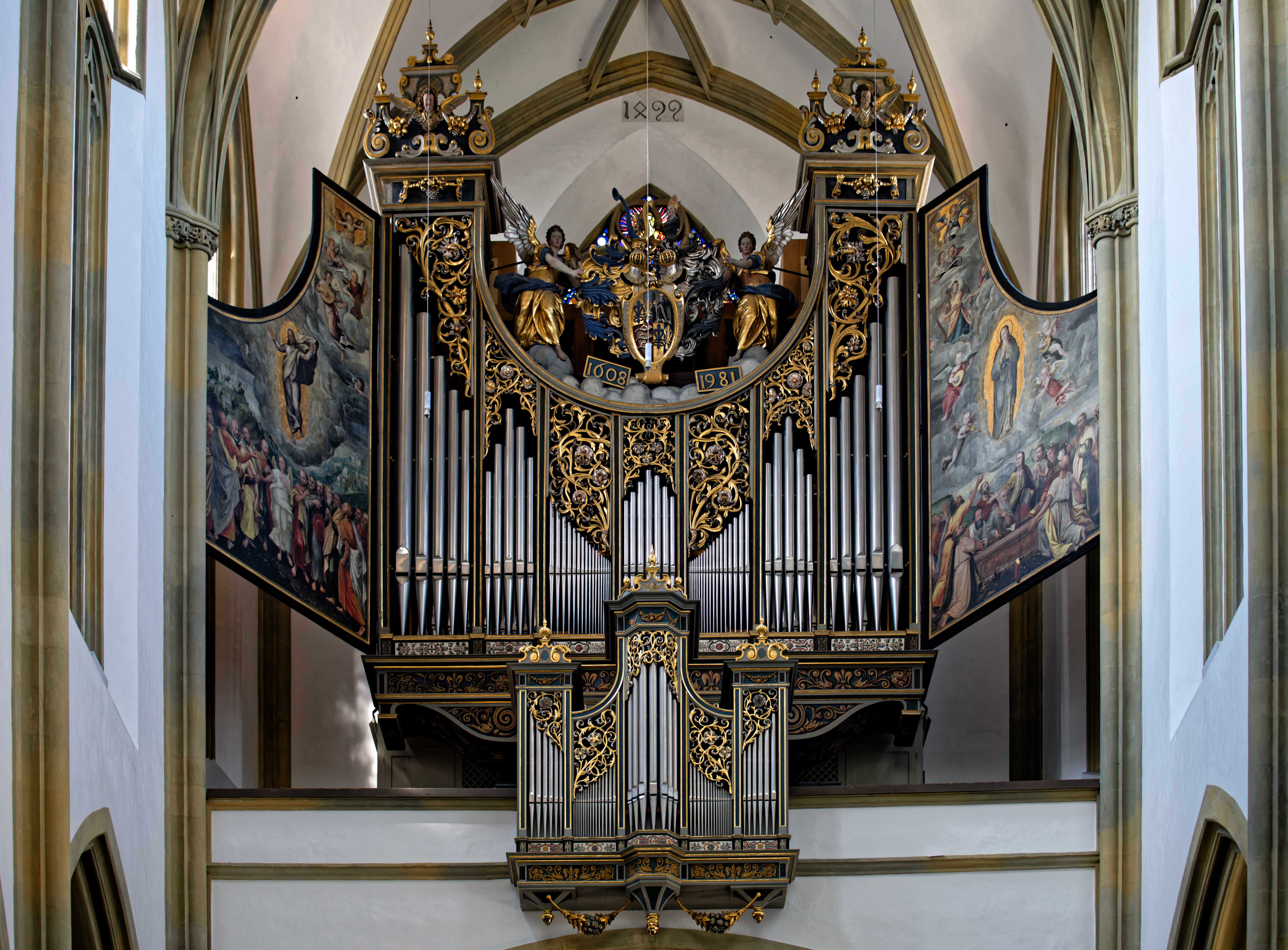
Organy
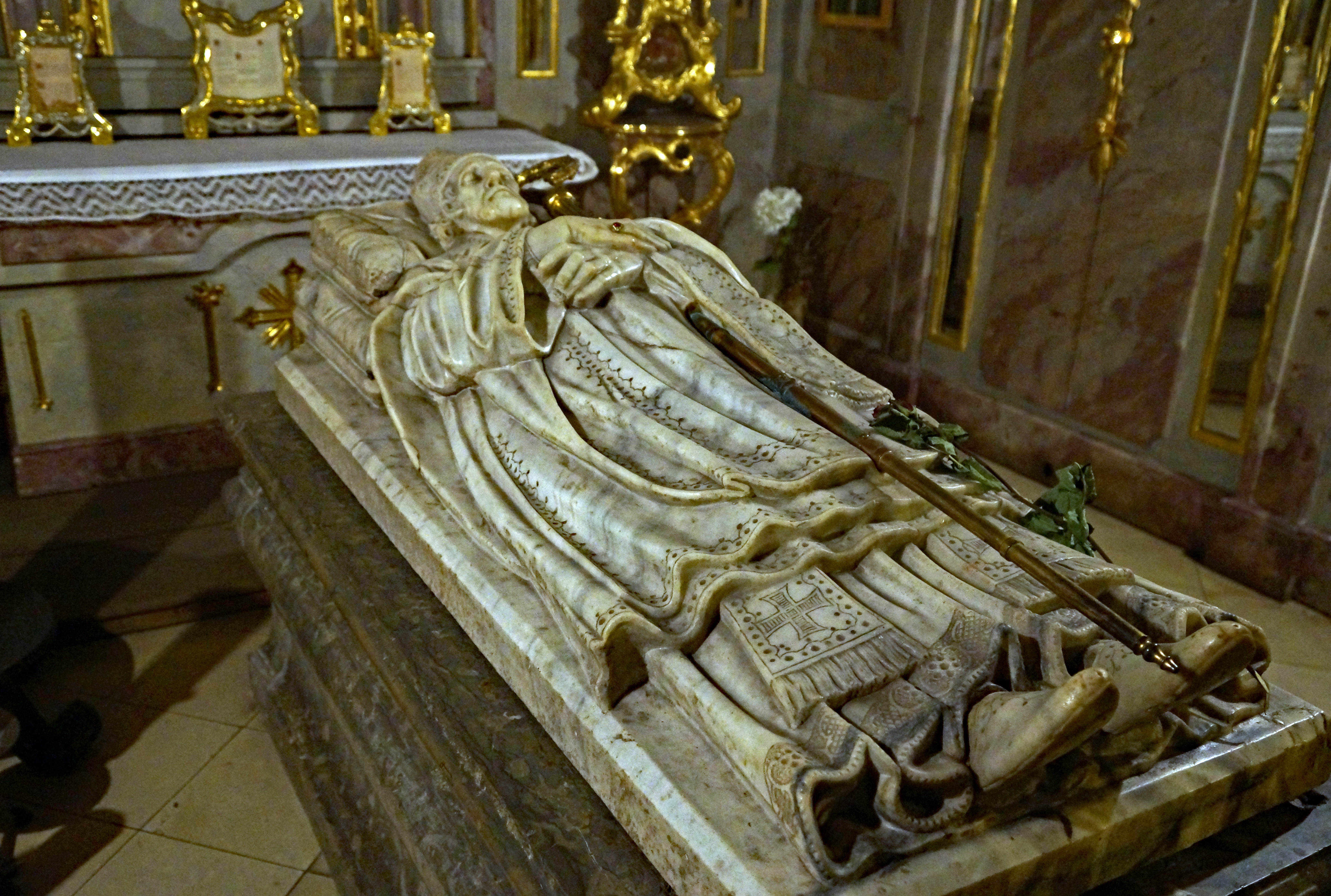
Grób św. Ulrycha
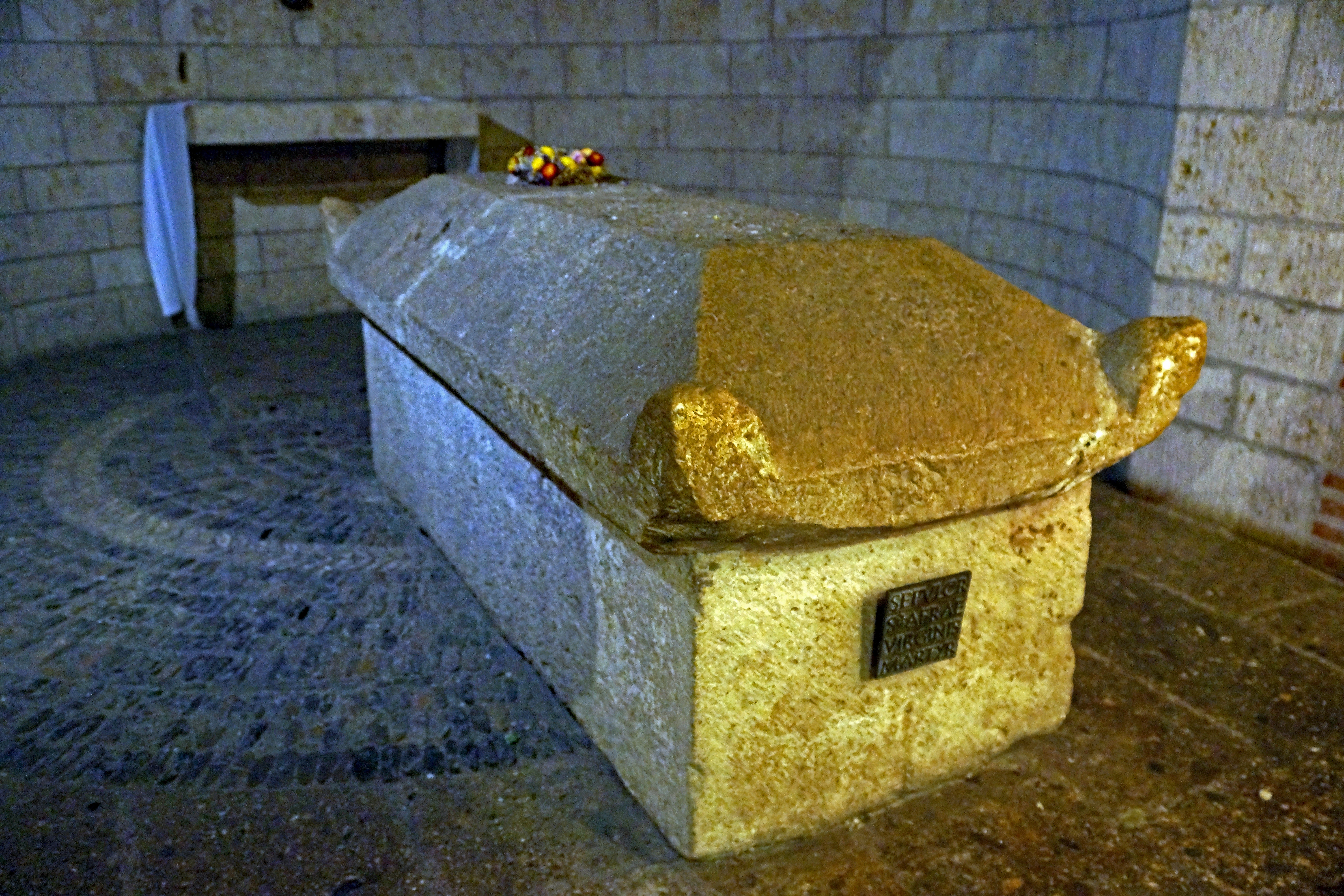
Sarkofag św. Afry